# Nicolas Rasmussen
Pour les articles homonymes, voir Rasmussen.
Nicolas "Nic" Rasmussen (né en février 1962) est un historien australo-américain des sciences de la vie modernes, professeur à la Humanities and Languages School de l'université de Nouvelle-Galles du Sud. 
Passionné par l'histoire des amphétamines (en), par l'abus de drogues et par les essais cliniques, il possède des diplômes supérieurs en histoire et philosophie des sciences (en), en biologie du développement et en santé publique.

## Jeunesse
Né à Paris en 1962 de parents américains - l'informaticien Norman L. Rasmussen (1928-2003), futur directeur du Cambridge Scientific Center (en) d'IBM et un important contributeur au développement de systèmes d'exploitation à temps partagé (en) et de Laura Sootin Rasmussen (1933-), plus tard organisatrice et officier de la National Organization for Women de la Nouvelle-Angleterre, il fréquente la Roxbury Latin School (en), près de Boston, dans le Massachusetts. 

## Formation

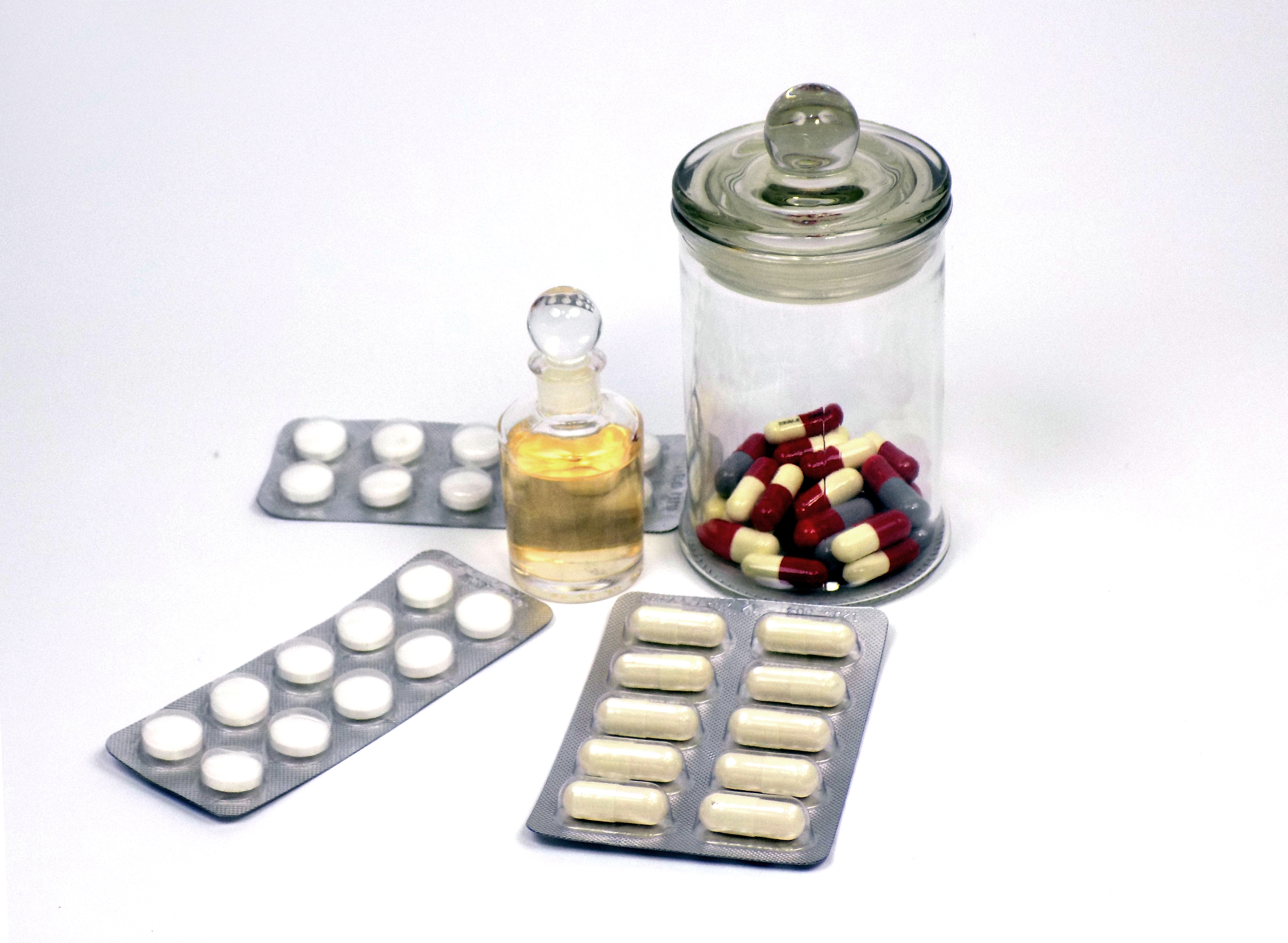
Médicaments.

Ayant travaillé dans des laboratoires de recherche en biologie depuis son adolescence, l'exposition de premier cycle de Rasmussen à l'histoire et à la théorie de l'art suscite chez lui un intérêt pour l'histoire et la philosophie des sciences. En conséquence, il s’inscrit au programme de doctorat en philosophie de l’université de Chicago afin de poursuivre dans cette voie. Il y travaille pendant deux ans avec William C. Wimsatt (en). Après une maîtrise, il étudie l'histoire de la biologie à l'université de Cambridge avec Nick Jardine (en) dans le programme de la maîtrise en histoire et philosophie des sciences. 
Puis, en 1987, il obtient une bourse de doctorat en sciences biologiques à l’Université Stanford ; et, tout en poursuivant des recherches doctorales en biologie du développement des plantes sous la direction de Paul B. Green, il poursuit également ses travaux en histoire des sciences avec Tim Lenoir. Il a également travaillé sous la supervision de Lucia B. Rothman-Denes (en). Ses deux thèses sont intitulées « The Genealogy of Inheritance: 19th Century Questions and Theories of Generation » (1987) et « Studies on the Determination of Organ Pattern and Organ Identity in Flower Development » (1992).
En 2007, pour lui permettre de s'impliquer davantage dans la recherche sur les politiques de santé, il obtient une maîtrise en santé publique de la faculté de médecine de l'université de Sydney.

## Carrière
Après une formation postdoctorale en histoire des sciences à Stanford et à l'université Harvard - et des postes d’enseignant à court terme sur le terrain à l'université de Princeton et à l'université de Californie à Los Angeles -, il devient professeur en histoire et philosophie des sciences à l’Université de Sydney (1994-1997), puis l'université de Nouvelle-Galles du Sud à Sydney, où il est maintenant professeur. 

## Recherches
Ses recherches ont porté sur le rôle de l'instrumentation dans la formation des connaissances scientifiques ; l'histoire des biotechnologies (en), la biologie moléculaire et son histoire culturelle et intellectuelle (en) ; l'histoire de la toxicomanie et des produits pharmaceutiques aux États-Unis depuis 1900; et l'influence du parrainage de l'industrie sur la recherche biomédicale . 
Il est surtout connu pour ses recherches sur la manière dont les méthodes expérimentales et la technologie peuvent façonner les disciplines de la recherche, sur le plan sociologique et intellectuel, et sur le rôle connexe du mécénat dans l’évolution des domaines scientifiques au milieu du XXe siècle, aux États-Unis. Il a été chercheur principal pour plusieurs subventions de la Fondation nationale pour la science (États-Unis) et de l'Australian Research Council. 

## Travaux
Son premier livre, Picture Control: The Electron Microscope and the Transformation of Biology in America, 1940-1960 (1998), consacré au rôle du microscope électronique dans la transformation de la biologie en Amérique, remporte à la fois le prix Paul-Bunge en 1999 et le prix du livre Forum pour l'histoire de la science en Amérique de 2000. 

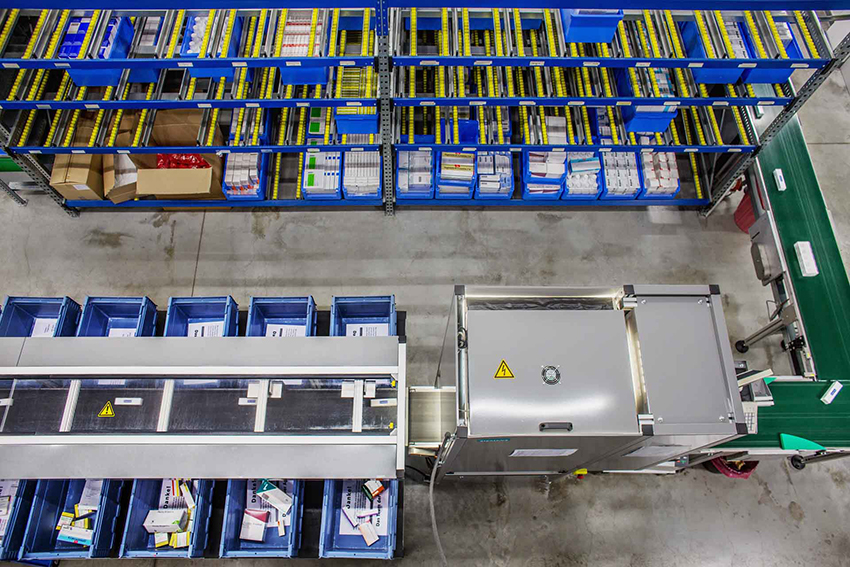
Chaîne d'approvisionnement en médicaments.

Son deuxième livre, On Speed: The Many Lives of Amphetamine (2008), est une histoire largement citée des amphétamines en médecine et dans la culture américaine. Par exemple, Alexander Zaitchik (en), "The Speed of Hypocrisy: How America Got Hooked on Legal Meth", Motherboard, (30 June 2014).: « Toute personne cherchant à comprendre la tricherie derrière le complexe médico-industriel actuel ADHD devrait commencer avec la théorie essentielle de Nicolas Rasmussen, On Speed: The Many Lives of Amphetamine. Rasmussen, historien des sciences à l'Université de Nouvelle-Galles du Sud, raconte une histoire dont devrait informer chaque traitement médiatique sur le sujet, mais qui ne l'est en fait jamais. ». 
Son troisième livre, Gene Jockeys:  Life Science and the Rise of Biotech Enterprise (2014), a été sélectionné dans la catégorie "Base of medicine" des Medical Book Awards 2015 de la British Medical Association et a été vivement recommandé par le jury.